# Zeta Tucanae
Zeta Tucanae is een Type-F hoofdreeksster met een spectraalklasse van F9.5V. De ster bevindt zich 28,07 lichtjaar van de zon.